# Condega
Condega est une municipalité du département d'Estelí, au Nicaragua.

## Jumelage
- Beroun (Tchéquie)